# Bob Overton Evans
Bob Overton Evans, também conhecido como "Boe" Evans (Grand Island, Nebraska, 19 de agosto de 1927 — Hillsborough (Califórnia), 2 de setembro de 2004), foi um engenheiro estadunidense.
Foi pioneiro da computação e executivo da IBM. 